# Loko Vltavín
El Loko Vltavín es un equipo de fútbol de la República Checa que juega en la Bohemian Football League, la tercera liga de fútbol más importante del país.

## Historia
Fue fundado en el año 1898 en la ciudad de Praga-Holešovice con el nombre TJ Lokomotiva Praha, aunque luego lo cambiaron por el que tienen actualmente. Nunca llegó a jugar en la Primera División de Checoslovaquia y nunca ha estado en la Gambrinus liga a pesar de ser uno de los equipos más viejos del país.

## Palmarés
- ČFL: 1

2012/13